# Stazione di Bolotana
La stazione di Bolotana è una stazione ferroviaria al servizio del comune di Bolotana, posta lungo la ferrovia Macomer-Nuoro.

## Storia

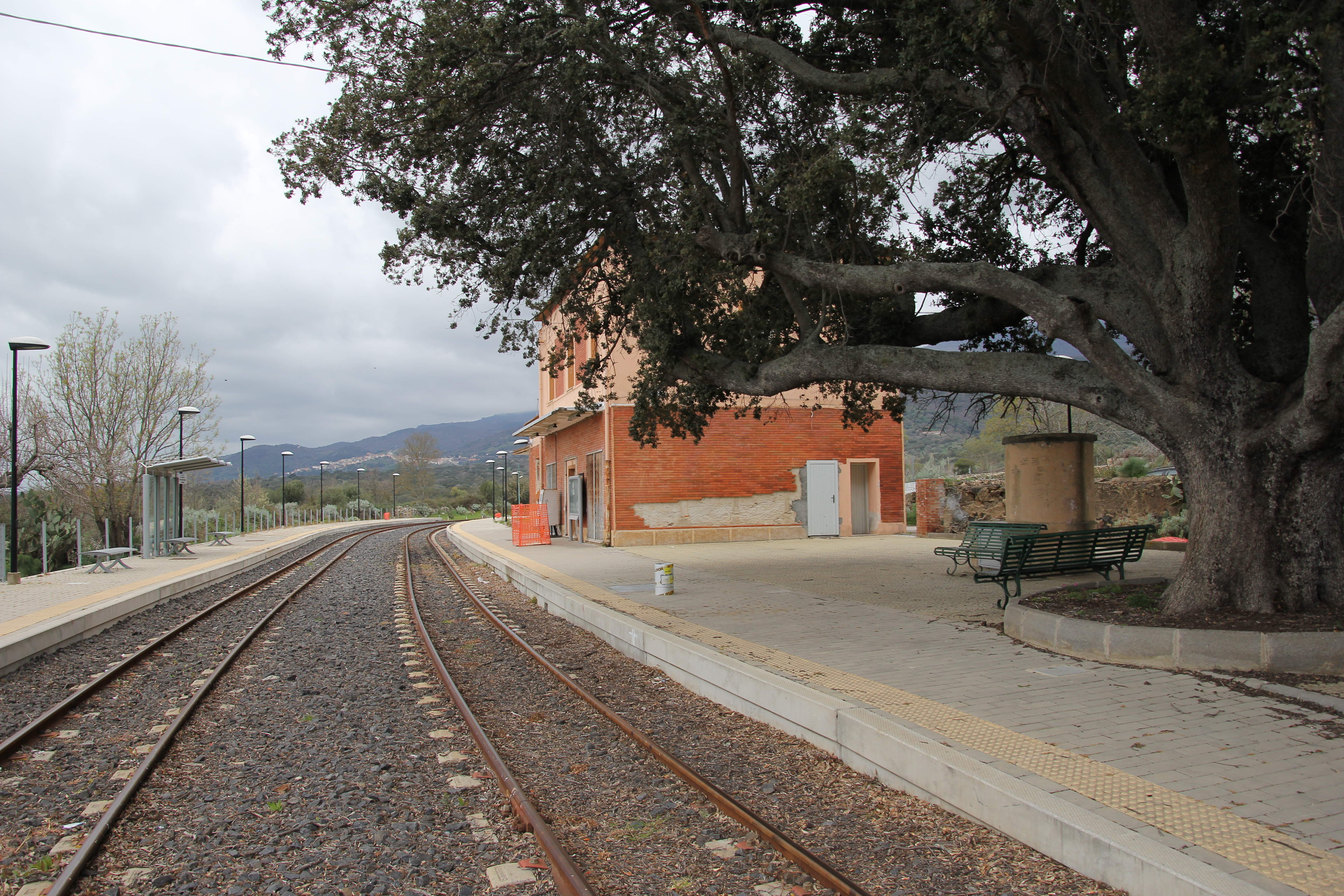
Il numero di binari dello scalo fu ridotto da tre a due a partire dal 2012

La stazione nacque nell'ultima parte dell'Ottocento in coincidenza con la fase di realizzazione della ferrovia a scartamento ridotto tra Nuoro e Macomer, il cui tracciato si sarebbe sviluppato pochi chilometri a sud di Bolotana. L'attivazione dello scalo risale al 26 dicembre 1888, data in cui fu aperto al traffico il tronco iniziale della linea tra Macomer e la stazione di Tirso in cui l'impianto è compreso.
Successivamente lo scalo passò alla gestione delle Ferrovie Complementari della Sardegna nel 1921 e da queste alle Ferrovie della Sardegna nel 1989 e all'ARST nel 2010. In quello stesso anno l'intera Macomer-Nuoro fu chiusa per lavori di ammodernamento del tracciato e degli scali che interessarono anche la stazione di Bolotana; alla riapertura nel 2012 tuttavia l'infrastruttura ferroviaria dell'impianto risultava ridotta a due binari.

## Strutture e impianti

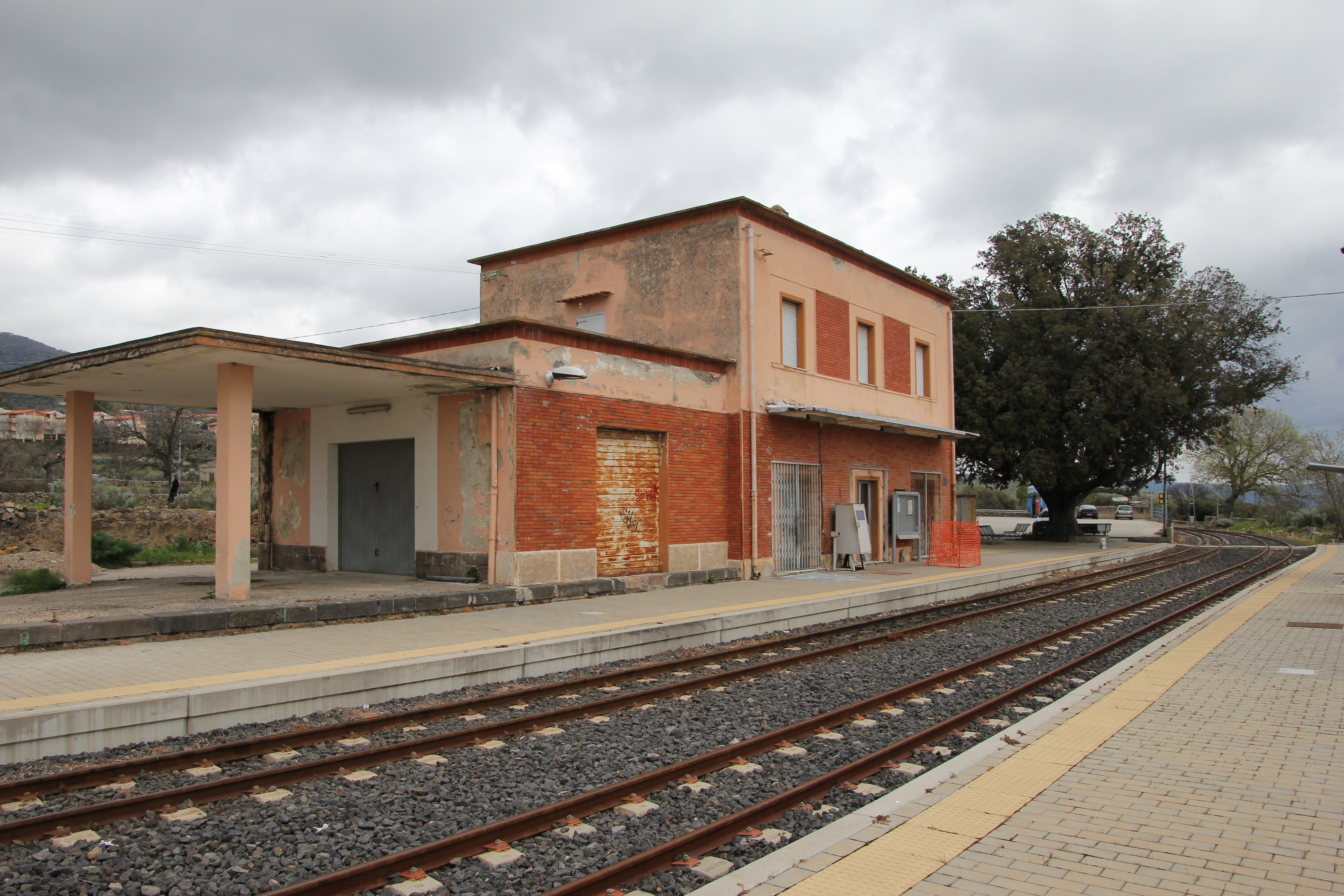
Il fabbricato viaggiatori, con adiacente l'ex magazzino merci (a sinistra)

Situata a circa un chilometro a sud della cinta urbana di Bolotana, la stazione presenta caratteristiche di scalo passante, il cui piano del ferro dal 2012 presenta una configurazione con due binari a scartamento da 950 mm, di cui il primo di corsa ed il secondo di incrocio, dotati ognuno di una propria banchina, queste ultime poste alle estremità del sedime.
Sino al 2010 era posato nell'impianto anche un tronchino che, diramandosi dal primo binario, terminava dinanzi all'ex magazzino merci e all'annesso piano caricatore, entrambi non più destinati al servizio merci, cessato sulla linea durante la gestione FdS. Un ulteriore piano di carico (non più presente) era posto invece nella parte est della stazione (destinata dagli anni duemila alla sosta degli autobus), insieme ad un'analoga struttura per il trasbordo del bestiame sui carri.
Adiacente all'ex magazzino merci è situato il fabbricato viaggiatori dello scalo (chiuso al pubblico), una costruzione a due piani a pianta rettangolare e tre accessi sul lato binari. La stazione è impresenziata.

## Movimento
La stazione è servita dai treni dell'ARST operativi lungo la Macomer-Nuoro: i due capolinea sono anche i centri maggiori raggiungibili dalle relazioni interessanti l'impianto, che è anche scalo terminale di alcuni collegamenti. Le relazioni vengono espletate nei giorni feriali, mentre nelle domeniche e nei festivi non vengono effettuati treni, in luogo dei quali vengono svolte alcune autocorse sostitutive.

## Servizi

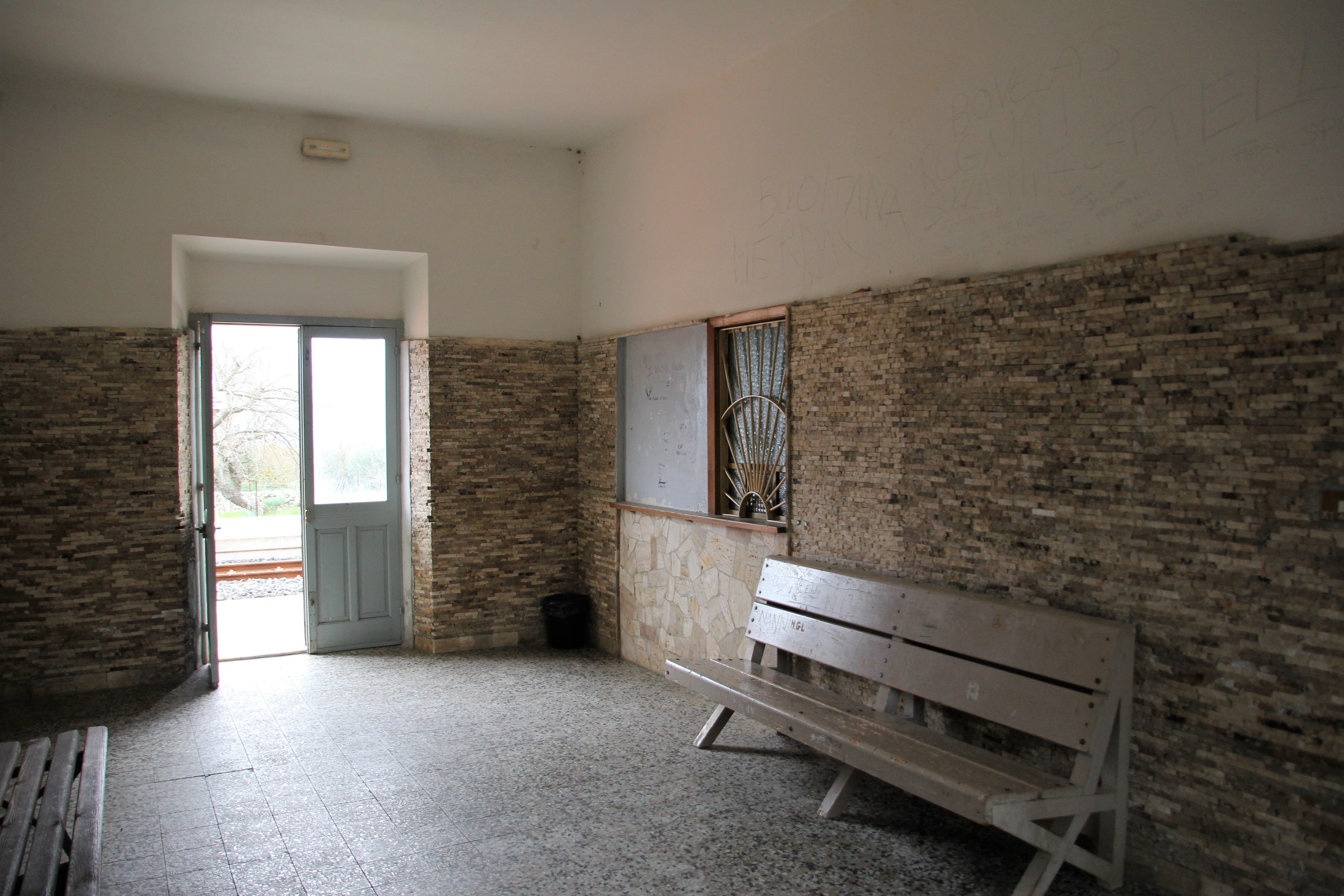
L'interno della sala d'attesa, con al centro lo sportello della biglietteria

L'impianto è dotato di una sala d'attesa e di servizi igienici, questi ultimi tuttavia non più a disposizione dei viaggiatori. Era inoltre presente una biglietteria a sportello.
- Sala d'attesa

## Interscambi
Lo scalo ospita un piazzale per la sosta degli autobus dell'ARST, le cui autolinee osservano fermata nell'impianto e permettono il collegamento con Bolotana e altri centri del territorio.
- Fermata autobus